# Skalárszorzat által indukált norma
Egy skalárszorzat által indukált norma, skalárszorzatos norma, röviden skalárszorzatnorma a matematikában egy olyan norma, mely számítható skalárszorzatból. Véges dimenziós valós vagy komplex skalárszorzatos vektorterekben ez éppen az euklideszi norma. Általában minden prehilberttérben van skalárszorzatból származó norma, amivel a prehilberttér normált tér. Egy norma pontosan akkor származik skalárszorzatból, hogyha teljesíti a paralelogrammaazonosságot. Emellett a skalárszorzatból származó normák teljesítik a  Cauchy–Schwarz-egyenlőtlenséget, és invariánsak az unitér transzformációkra.

## Definíció
Ha {\displaystyle V} vektortér a valós vagy komplex számok {\displaystyle {\mathbb {K} }} teste felett, ellátva a {\displaystyle \langle \cdot ,\cdot \rangle } skalárszorzattal, akkor {\displaystyle (V,\langle \cdot ,\cdot \rangle )} skalárszorzatos vektortér. Ekkor egy {\displaystyle v\in V} vektor normája:
{\displaystyle \|v\|:={\sqrt {\langle v,v\rangle }}},
vagyis a vektor önmagával vett skalárszorzatának négyzetgyöke. Ezzel a norma jóldefiniált, mivel a vektorok önmagukkal vett skalárszorzata valós és nemnegatív.
Ezzel a normával {\displaystyle V} normált tér; sőt, a norma által indukált {\displaystyle d} metrikával {\displaystyle (V,d)} metrikus tér, és a {\displaystyle {\mathcal {T}}} normatopológiával {\displaystyle (V,{\mathcal {T}})} topologikus tér

## Példák
Fontos példák a következők:
- Véges dimenziós vektorterekben az euklideszi norma
- Az ℓ2 négyzetesen összegezhető sorozatterekben az ℓ2-norma
- Az L2 négyzetesen integrálható függvények terében az L2-norma
- A Hs Szoboljev-térben a Szoboljev-norma
- A Frobenius-norma a mátrixok terén
- A Hilbert–Schmidt-operátorok terén a Hilbert–Schmidt-norma

## Tulajdonságai

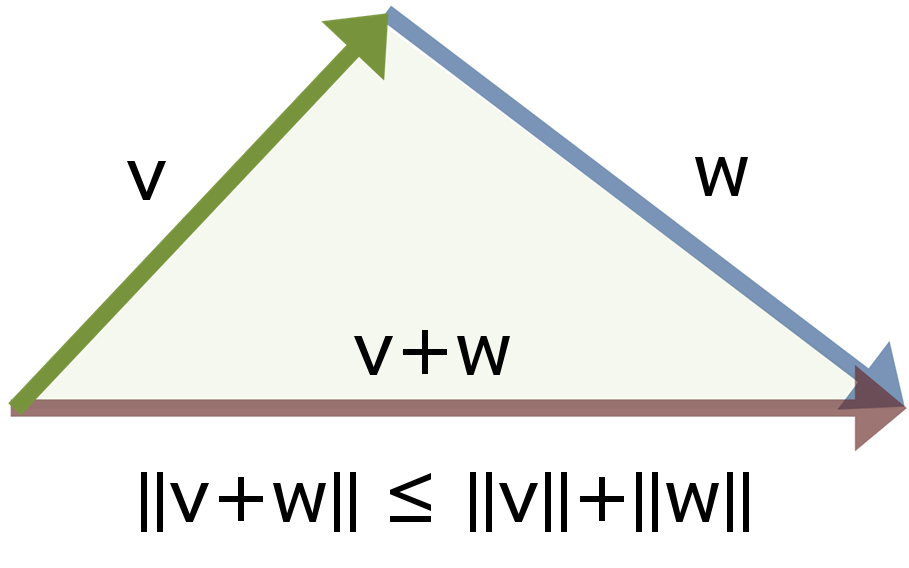
Háromszög-egyenlőtlenség

A {\displaystyle \|v\|:={\sqrt {\langle v,v\rangle }}} skalárszorzat által indukált leképezés norma, tehát teljesíti a definitséget, az abszolút homogenitást és a háromszög-egyenlőtlenséget. 

### Normaaxiómák
A három normaaxióma a definitség, az abszolút homogenitás és a háromszög-egyenlőtlenség.
A definitség következik a négyzetgyökvonás nullhelyének egyértelműségéből minden {\displaystyle v\in V} vektorra:
{\displaystyle \|v\|=0\;\Leftrightarrow \;{\sqrt {\langle v,v\rangle }}=0\;\Rightarrow \;\langle v,v\rangle =0\;\Leftrightarrow \;v=0},
az abszolút homogenitás  {\displaystyle v\in V} és {\displaystyle \alpha \in \mathbb {K} } esetén:
{\displaystyle \|\alpha v\|^{2}=\langle \alpha v,\alpha v\rangle ={\bar {\alpha }}\alpha \langle v,v\rangle =|\alpha |^{2}\|v\|^{2}}
és a háromszög-egyenlőtlenség minden {\displaystyle v,w\in V}-re a Cauchy–Schwarz-egyenlőtlenségből:
{\displaystyle {\begin{aligned}\|v+w\|^{2}&=\langle v+w,v+w\rangle =\langle v,v\rangle +\langle v,w\rangle +\langle w,v\rangle +\langle w,w\rangle =\|v\|^{2}+\langle v,w\rangle +{\overline {\langle v,w\rangle }}+\|w\|^{2}\\&=\|v\|^{2}+2\operatorname {Re} \langle v,w\rangle +\|w\|^{2}\leq \|v\|^{2}+2\,\|v\|\,\|w\|+\|w\|^{2}=\left(\|v\|+\|w\|\right)^{2}\,,\end{aligned}}}
ahol {\displaystyle \operatorname {Re} } a komplex szám valós része, és a két utolsó lépésben négyzetgyököt kell vonni. 

### Paralelogrammaazonosság

Paralelogrammaazonosság

A skalárszorzatból származó norma teljesíti a paralelogrammaazonosságot:
{\displaystyle \|v+w\|^{2}+\|v-w\|^{2}=2(\|v\|^{2}+\|w\|^{2})}
minden  {\displaystyle v,w\in V} vektorra. Megfordítva a Jordan–Neumann-tétel szerint, ha egy {\displaystyle \|\cdot \|} norma teljesíti a paralelogrammaazonosságot, akkor van skalárszorzat, ami indukálja. A skalárszorzat a polarizációs formulával számítható, valós esetben:
{\displaystyle \langle v,w\rangle ={\frac {1}{4}}(\|v+w\|^{2}-\|v-w\|^{2})}.

### Unitér invariancia
Egy skalárszorzatból származó norma invariáns az unitér transzformációkra. Ha {\displaystyle U\colon V\rightarrow W} unitér transzformációja a {\displaystyle V} vektortérnek egy {\displaystyle W} skalárszorzatos vektortérbe, a hozzá tartozó normával, akkor
{\displaystyle \|Uv\|=\|v\|},
mivel
{\displaystyle \|Uv\|^{2}=\langle Uv,Uv\rangle =\langle U^{\ast }Uv,v\rangle =\langle v,v\rangle =\|v\|^{2}}
közvetlen következménye, ahol {\displaystyle U^{\ast }} az {\displaystyle U}-hoz adjungált operátor. Egy unitér transzformáció tehát nem változtatja a vektor normájának értékét. Véges dimenziós esetben ezek a nullvektor körüli forgatások.

### Cauchy–Schwarz-egyenlőtlenség
A skalárszorzatból származó norma teljesíti a Cauchy–Schwarz-egyenlőtlenséget:
{\displaystyle \left|\langle v,w\rangle \right|\leq \|v\|\,\|w\|},
ahol az egyenlőség pontosan azt jelenti, hogy a {\displaystyle v}, {\displaystyle w} lineárisan összefüggnek. A 
Cauchy–Schwarz-egyenlőtlenségből azonnan adódik, hogy:
{\displaystyle {\frac {\langle v,w\rangle }{\|v\|\,\|w\|}}\leq 1},
amiből két valós vektor közötti {\displaystyle \varphi } szög meghatározható:
{\displaystyle \cos(\varphi )={\frac {\langle v,w\rangle }{\|v\|\,\|w\|}}}
Eszerint a szög mindig  {\displaystyle [0,\pi ]}-be esik, vagyis {\displaystyle 0^{\circ }} és {\displaystyle 180^{\circ }} közé. Komplex vektorok szögére különböző definíciók vannak, köztük olyanok is, melyeknél a szög mindig valós.

### Pitagorasz-tétel
Általában két vektor, {\displaystyle v,w\in V} ortogonális, ha {\displaystyle \langle v,w\rangle =0}. Ortogonális vektorok esetén a Pitagorasz-tétel:
{\displaystyle \|v+w\|^{2}=\|v\|^{2}+\|w\|^{2}},
ami közvetlenül adódik a háromszög-egyenlőtlenség levezetésének első részéből. A Pitagorasz-tétel kibővíthető véges sok, páronként ortogonális {\displaystyle v_{1},\ldots ,v_{n}\in V} vektorokra:
{\displaystyle \|v_{1}+\dotsb +v_{n}\|^{2}=\|v_{1}\|^{2}+\dotsb +\|v_{n}\|^{2}}.
Hilbert-terekben végtelen sorösszegre a Parseval-formula a megfelelője.

## Általánosítás
Ha a skalárszorzat definitsége helyett csak pozitív szemidefinitséget írunk elő, akkor a skalárszorzat félnormát indukál. Minden {\displaystyle (\cdot ,\cdot )\colon V\times V\rightarrow {\mathbb {K} }} pozitív szemidefinit Hermit-féle szeszkvilineáris alak, valós esetben szimmetrikus bilineáris alak minden {\displaystyle v\in V}-re
{\displaystyle p(v)={\sqrt {(v,v)}}}
félnorma. Ezzel a félnormával {\displaystyle (V,p)} félnormált tér, ami azonban nem metrikus tér általában. Maradékosztály-képzéssel származtatható belőle norma, így normált tér, ami metrikus és topologikus tér is.
Például a véletlen valószínűségi változók terében a kovariancia bilineáris alak, és a véletlen valószínűségi változók terén skalárszorzatot ad azon a faktortéren, melyben azonosnak tekintik azokat a valószínűségi változókat, amelyek egymás konstansai. Ekkor a valószínűségi változók normája egyenlő a valószínűségi változó szórásával.

## Fordítás
Ez a szócikk részben vagy egészben  a   Skalarproduktnorm című német Wikipédia-szócikk fordításán alapul.  Az eredeti cikk szerkesztőit annak laptörténete sorolja fel. Ez a jelzés csupán a megfogalmazás eredetét és a szerzői jogokat jelzi, nem szolgál a cikkben szereplő információk forrásmegjelöléseként.